# 마그나복스 오디세이 2

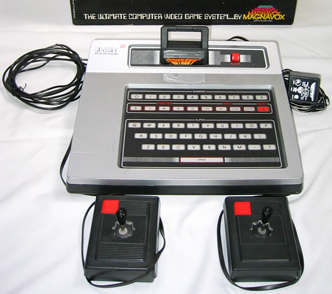
마그나복스 오디세이²

마그나복스 오디세이²(Magnavox Odyssey²)는 1978년 발매된 가정용 게임기이다.

## 세부사항
오디세이는 본체에 내장된 게임들을 선택하는데 회로 카드를 교체하는 방식이었지만 오디세이²는 페어차일드 채널 F나 아타리 2600과 같이 프로그램이 가능한 롬 카트리지 방식으로 변경되었으며 이것은 비슷한 게임 일색이었던 이전과는 달리 배경이나 캐릭터, 점수, 음악등이 각각 다른 완전히 독특한 게임을 할 수 있게 되었다. 오디세이²는 본체 윗면에 멤브레인 컴퓨터 키보드가 있었는데 교육 게임이나 옵션 선택, 프로그래밍등에 사용되었다. 일례로 마그나복스는 게임 인트로!(Computer Intro!)라는 간단한 컴퓨터 프로그래밍 카트리지를 판매하였다.
오디세이²의 컨트롤러는 아타리 2600과 비슷한 1970년대 표준 컨트롤러였으며 8방향의 조이스틱과 1개의 버튼을 가지고 있었다. 초기형은 은색으로 분리가 가능했지만 나중에 출시된 은색과 검은색의 컨트롤러는 본체에 고정되었다.
오디세이²는 1983년까지 미국에서만 100만대가 넘게 팔렸지만 서드 파티의 부족으로 새로운 게임 수는 매우 적었다. 하지만 유럽에서의 성공으로 Parker Brothers에서 Popeye, Frogger, Q*Bert, Super Cobra를 Imagic에서 Demon Attack과 Atlantis를 개발, 판매하였다.
유럽모델은 파워버튼이 없고 액션 버튼이 검은색이다. 유럽에서 Philips Videopac G7000나 간단히 Videopac로 유명했으며 지역에 따라 Radiola Jet 25, Schneider 7000, Siera G7000같은 이름으로 팔리기도 했다. 희귀한 모델로 흑백 모니터를 내장한 Philips Videopac G7200은 유럽에서만 판매되었다.
브라질에서는 Philips Odyssey라는 이름으로 판매되었는데 K.C.'s Krazy Chase!같은 유명 게임으로 미국보다 더 인기가 있었다.
일본에서는 1982년 12월 코톤 트레이딩 토이타리 엔터프라이즈(コートン・トレーディング・トイタリー・エンタープライズ)에서 오디세이2(オデッセイ２)로 49,800엔에 판매하였는데 비싼 가격으로 잘 팔리지 않았다.
1983년 마그나복스는 메모리와 그래픽을 강화하고 300bps 모뎀과 새로운 보이스 유닛등을 추가한 Odyssey³를 계획했으나 1983년 비디오 게임 위기로 미국 판매를 취소하고 유럽에서만 Philips Videopac+ G7400으로 판매되었다.

## 사양
- CPU : 인텔 8048 1.79MHz
- 메모리
  - CPU 내장 RAM : 64byte
  - 오디오/비디오 RAM : 128byte
  - BIOS ROM : 1024byte
- 그래픽 :
  - 해상도 160×200 (NTSC), 16색
  - 8*8도트 단색 스프라이트 4개
  - 8*8도트 단색 캐릭터 12개 (롬 바이오스에 내장된 64종류중 선택)
  - 쿼드 캐릭터 4개
  - 9*8 백그라운드 격자 표시 (점, 선, 네모블록)
- 사운드 : 인텔 8244 커스텀 IC
  - 모노, 24비트 쉬프트 레지스터 주파수 2종, 노이즈 발생기
- 입력 : 조이스틱 2개 (8방향, 원 버튼), QWERTY 멤브레인 키보드
- 출력 : RF 커넥터, SCART 커넥터 (프랑스 판에만 해당)
- 카트리지 : 보통 2KB, 4KB, 8KB
- 확장모듈
  - The Voice - 말소리와 향상된 음향 효과 제공
  - 체스 모듈 - 오디세이2는 체스 프로그램을 실행하기에 메모리나 계산능력이 부족해기 때문에 C7010체스모듈에서는 CPU와 메모리를 추가하여 체스프로그램을 실행했다.

## 같이 보기
- 마그나복스 오디세이